# Франц Карл (генерал)
Франц Карл (нім. Franz Karl; 1 січня 1888, Глонн — 18 березня 1964, Мюнхен) — німецький воєначальник, генерал-лейтенант вермахту. Кавалер Лицарського хреста Залізного хреста.

## Біографія
13 липня 1907 року вступив в Баварську армію. Учасник Першої світової війни. В 1919 році — командир роти фрайкору «Вольф». Після демобілізації армії залишений в рейхсвері. З 16 серпня 1939 по 14 листопада 1940 року — командир 263-ї піхотної дивізії, з 30 травня 1941 по 5 червня 1942 року — дивізії №182, з 3 серпня по 5 вересня 1942 року — дивізії «Карл». З 18 вересня 1944 року — інспектор поповнень в Граці. 9 травня 1945 року взятий в полон. В 1947 році звільнений.

## Звання
- Фанен-юнкер (13 липня 1907)
- Фанен-юнкер-єфрейтор (5 листопада 1907)
- Фанен-юнкер-унтерофіцер (5 грудня 1907)
- Фенріх (11 лютого 1908)
- Лейтенант (26 травня 1909)
- Оберлейтенант (19 травня 1915)
- Гауптман (28 травня 1916)
- Майор (1 червня 1926)
- Оберстлейтенант (1 жовтня 1933)
- Оберст (1 серпня 1935)
- Генерал-майор (1 квітня 1939)
- Генерал-лейтенант (1 березня 1941)

## Нагороди
- Медаль принца-регента Луїтпольда
- Залізний хрест 2-го і 1-го класу
- Орден «За військові заслуги» (Баварія) 4-го класу з мечами і короною
- Нагрудний знак «За поранення» в сріблі
- Почесний хрест ветерана війни з мечами
- Медаль «За вислугу років у Вермахті» 4-го, 3-го, 2-го і 1-го класу (25 років)
- Орден Святого Олафа, командорський хрест (Норвегія)
- Застібка до Залізного хреста 2-го і 1-го класу
- Лицарський хрест Залізного хреста (5 серпня 1940)